# Automolius phoxus
Automolius phoxus är en skalbaggsart som beskrevs av Britton 1957. Automolius phoxus ingår i släktet Automolius och familjen Melolonthidae. Inga underarter finns listade.